# Ica (tỉnh)
Tỉnh Chincha (tiếng Tây Ban Nha: Provincia de Chincha) là một tỉnh thuộc vùng Ica của Peru. Tỉnh Chincha có diện tích 2987 km², dân số thời điểm theo điều tra dân số ngày 11 tháng 7 năm 1993 là 150264 người. Tỉnh lỵ đóng ở Chincha Alta.